# Sunflower (Post Malone és Swae Lee-dal)
A Sunflower (teljes címén: Sunflower (Spider-Man: Into the Spider-Verse)) Post Malone és Swae Lee amerikai énekesek dala, amit 2018. október 19-én adtak ki, a Pókember: Irány a Pókverzum! animációs film filmzenéjének részeként, illetve később szerepelt Post Malone harmadik stúdióalbumán, a Hollywood’s Bleedingen(2019) és első válogatásalbumán a The Diamond Collectionön (2023) is. Zenekritikusok méltatták a dalt, Malone harmadik és Lee első dala lett szólóelőadóként, ami elérte a Billboard Hot 100 első helyét. A dal 33 hétig volt a lista első tíz helyének egyikén, ami akkor rekordnak számított, a Maroon 5 Girls Like You című dalával és Ed Sheeran Shape of You-jával holtversenyben (ezt a rekordot később Post Malone maga döntötte meg Circles című kislemezével). A Sunflower ezek mellett első volt Ausztráliában, Kanadában, Malajziában és Új-Zélandon, illetve elérte a legjobb tíz hely egyikét tizenkét országban. Gyémánt minősítést kapott az Amerikai Hanglemezgyártók Szövetségétől, a Music Canadától, az Ausztrál Hanglemezgyártók Szövetségétől és Mexikóban is. 2022 novemberében megdöntötte a rekordot a legtöbb platina minősítésért az Egyesült Államokban, tizenhétszeres platinalemez, azaz 17 millió példányban kelt el. A dal a 2010-es évek negyedik legtöbb példányban elkelt R&B-dala volt az Egyesült Államokban. A dal még 2023 áprilisában is szerepelt a Billboard Global 200 kislemezlistán.
A dalt jelölték Az év felvétele és a Legjobb popduó vagy -együttes teljesítmény díjakra a 62. Grammy-gálán. A dalnak egy remixe is megjelent, Nicky Jam és Prince Royce közreműködésével.

## Háttér
Malone 2018. október 2-án jelentette be, hogy részese lesz a Pókember: Irány a Pókverzum! film gyártásának, a The Tonight Show Starring Jimmy Fallon műsorán, bejelentve, hogy megírta a Sunflower című dalt a filmhez és bemutatta egy részletét. Október 15-én Swae Lee megosztotta, hogy közreműködött a dalon és megosztott egy újabb részletet. Lee azt mondta, hogy nagyon izgatott volt, hogy a rajongók hallhassák a dalt. 2019. október 19-én a Sunflower megjelent kislemez formájában. Spring Aspers, a Sony Pictures zenei-, és kreatív igazgatója azt nyilatkozta, hogy „Post és Swae elkészítettek egy dalt, ami egyszerre hősies és érzelmes, pontosan amire a Pókember történetnek szüksége van. Himnusszerű, de egyben őszinte is, egy tökéletes dal arra, hogy Miles felfedezze önmagában Pókembert.” Swae Lee azt mondta, hogy egyik kedvenc közreműködése volt a dal 2018-ban, kiemelve, hogy a filmben a karakter az ő dalát használja terapeutikusan. Malone és Lee korábban dolgoztak együtt a Spoil My Night című dalon, a korábbi második stúdióalbumán.

## Videóklip
2018. október 19-én, a kislemezzel egy nap megjelent egy dalszövegvideó, amiben a film részletei szerepeltek. A szöveg a film stílusában jelenik meg, különböző jelenetek hátterében, például graffitiként. 2019. január 10-én jelent meg a dal hivatalos videóklipje, amiben a dal felvételeinek munkálatai láthatók, illetve egy koncert felvételei. Megjelenése óta az első klipnek több, mint 2 milliárd megtekintése van YouTube-on.

## Kritika
A dalt méltatták a zenekritikusok. Gil Kaufman (Billboard) egy „funkos, álomszerű balladának” nevezte. Israel Daramola (Spin) pedig azt írta, hogy nagyon fog tetszeni Post és Swae azon rajongóinak, akik szeretik dallamos számaikat. Hozzátette, hogy „rövid és aranyos kis popdal,” ami tökéletesen beleillik „egy gyerekfilmbe vagy egy MTV-műsorba kaliforniai tinédzserekről.” Patrick Doyle (Rolling Stone) „fülbemászónak” nevezte a kislemezt, ami „egy kapcsolat nehézségeit leíró napló, ami a hiphop és a dream pop vonalain mozog.”

## Díjak és elismerések
| Év   | Díjátadó                          | Kategória                                  | Eredmény | For.   |
| ---- | --------------------------------- | ------------------------------------------ | -------- | ------ |
| 2019 | American Music Awards             | Az év közreműködése                        | Jelölve  | [ 16 ] |
| 2019 | American Music Awards             | Kedvenc dal — Pop/Rock                     | Jelölve  | [ 16 ] |
| 2019 | Clio-díj                          | Animáció                                   | Bronze   | [ 17 ] |
| 2019 | Guild of Music Supervisors Awards | Legjobb filmhez készített dal/felvétel     | Jelölve  | [ 18 ] |
| 2019 | Melon Music Awards                | Best OST                                   | Jelölve  | [ 19 ] |
| 2019 | MTV Europe Music Awards           | Legjobb dal                                | Jelölve  | [ 20 ] |
| 2019 | Teen Choice Awards                | Legjobb R&B/Hiphopdal                      | Jelölve  | [ 21 ] |
| 2019 | Teen Choice Awards                | Legjobb dal egy filmből                    | Jelölve  | [ 21 ] |
| 2020 | Grammy-díj                        | Az év felvétele                            | Jelölve  | [ 22 ] |
| 2020 | Grammy-díj                        | Legjobb popduó vagy -együttes teljesítmény | Jelölve  | [ 22 ] |
| 2020 | Billboard Music Awards            | Legtöbbet streamelt dal                    | Jelölve  | [ 23 ] |
| 2020 | Billboard Music Awards            | Legjobb közreműködés                       | Jelölve  | [ 23 ] |
| 2020 | Billboard Music Awards            | Legjobb rapdal                             | Jelölve  | [ 23 ] |

## Slágerlisták
| Slágerlista (2018–2023)               | Legmagasabb pozíció |
| ------------------------------------- | ------------------- |
| Argentína (Argentina Hot 100)         | 51                  |
| Ausztrália (ARIA)                     | 1                   |
| Ausztria (Ö3 Austria Top 40)          | 19                  |
| Belgium (Ultratop 50 Flanders)        | 15                  |
| Belgium (Ultratop 50 Wallonia)        | 14                  |
| Brazília (Top 100 Brasil)             | 87                  |
| Csehország (Rádio Top 100)            | 17                  |
| Csehország (Singles Digitál Top 100)  | 7                   |
| Dánia (Tracklisten Top 40)            | 3                   |
| Dél-Korea (Kaon)                      | 160                 |
| Egyesült Királyság (UK Singles Chart) | 3                   |
| Egyesült Királyság (UK R&B Chart)     | 1                   |
| Észtország (Eesti Tipp-40)            | 4                   |
| Finnország (Singlet Top 20)           | 8                   |
| Franciaország (Single Top 100)        | 63                  |
| Global 200 (Billboard)                | 41                  |
| Hollandia (Top 40)                    | 19                  |
| Hollandia (Single Top 100)            | 33                  |
| Horvátország (HRT)                    | 44                  |
| Írország (IRMA)                       | 3                   |
| Kanada (Canadian Hot 100)             | 1                   |
| Kína (Billboard Airplay/FL)           | 22                  |
| Lengyelország (Polish Airplay Top 20) | 81                  |
| Litvánia (AGATA)                      | 3                   |
| Magyarország (Stream Top 40)          | 5                   |
| Malajzia (RIM)                        | 1                   |
| Mexikó (Billboard Mexico Airplay)     | 1                   |
| Németország (Media Control Charts)    | 36                  |
| Norvégia (VG-lista)                   | 6                   |
| Olaszország (FIMI)                    | 33                  |
| Portugália (AFP Top 100 Singles)      | 13                  |
| Puerto Rico (Monitor Latino)          | 10                  |
| Skócia (Scottish Singles Top 40)      | 15                  |
| Spanyolország (PROMUSICAE)            | 96                  |
| Svájc (Schweizer Hitparade)           | 22                  |
| Svédország (Sverigetopplistan)        | 4                   |
| Szingapúr (RIAS)                      | 2                   |
| Szlovákia (Rádio Top 100)             | 59                  |
| Szlovákia (Singles Digitál Top 100)   | 6                   |
| US Billboard Hot 100                  | 1                   |
| US Adult Top 40 (Billboard)           | 29                  |
| US Dance/Mix Show Airplay (Billboard) | 7                   |
| US Hot R&B/Hip-Hop Songs (Billboard)  | 1                   |
| US Mainstream Top 40 (Billboard)      | 4                   |
| US Rhythmic (Billboard)               | 1                   |
| US Rolling Stone Top 100              | 6                   |
| Új-Zéland (Recorded Music NZ)         | 1                   |

| Slágerlista (2018)                    | Pozíció |
| ------------------------------------- | ------- |
| Ausztrália (ARIA)                     | 85      |
| Slágerlista (2019)                    | Pozíció |
| Argentína (Monitor Latino)            | 81      |
| Ausztrália (ARIA)                     | 4       |
| Belgium (Ultratop Flanders)           | 94      |
| Belgium (Ultratop Wallonia)           | 61      |
| Dánia (Tracklisten)                   | 20      |
| Dél-Korea (Kaon)                      | 196     |
| Egyesült Királyság (UK Singles)       | 15      |
| Franciaország (SNEP)                  | 148     |
| Hollandia (Single Top 100)            | 100     |
| Honduras (Monitor Latino)             | 43      |
| Izland (Plötutíðindi)                 | 56      |
| Írország (IRMA)                       | 12      |
| Kanada (Canadian Hot 100)             | 2       |
| Lettország (LAIPA)                    | 6       |
| Malajzia (RIM)                        | 3       |
| Mexikó (Monitor Latino)               | 9       |
| Nicaragua (Monitor Latino)            | 90      |
| Norvégia (VG-lista)                   | 34      |
| Portugália (AFP)                      | 32      |
| Puerto Rico (Monitor Latino)          | 78      |
| Salvador (Monitor Latino)             | 21      |
| Svájc (Schweizer Hitparade)           | 74      |
| Svédország (Sverigetopplistan)        | 20      |
| US Billboard Hot 100                  | 2       |
| US Dance/Mix Show Airplay (Billboard) | 31      |
| US Hot R&B/Hip-Hop Songs (Billboard)  | 2       |
| US Mainstream Top 40 (Billboard)      | 14      |
| US Rhythmic (Billboard)               | 3       |
| US Rolling Stone Top 100              | 2       |
| Új-Zéland (Recorded Music NZ)         | 2       |
| Slágerlista (2020)                    | Pozíció |
| Ausztrália (ARIA)                     | 47      |
| Egyesült Királyság (UK Singles)       | 80      |
| Slágerlista (2021)                    | Pozíció |
| Ausztrália (ARIA)                     | 67      |
| Global 200 (Billboard)                | 41      |
| Egyesült Királyság (UK Singles)       | 93      |
| Slágerlista (2022)                    | Pozíció |
| Ausztrália (ARIA)                     | 51      |
| Global 200 (Billboard)                | 47      |

| Slágerlista (2010–2019)              | Pozíció |
| ------------------------------------ | ------- |
| Ausztrália (ARIA)                    | 61      |
| US Billboard Hot 100                 | 11      |
| US Hot R&B/Hip-Hop Songs (Billboard) | 4       |

| Slágerlista          | Pozíció |
| -------------------- | ------- |
| US Billboard Hot 100 | 75      |

## Minősítések
| Régió                                                            | Minősítés        | Eladott példányszám |
| ---------------------------------------------------------------- | ---------------- | ------------------- |
| Ausztrália (ARIA)                                                | 15× Platinalemez | 1 050 000‡          |
| Belgium (BEA)                                                    | Aranylemez       | 20 000‡             |
| Dánia (IFPI Danmark)                                             | 2× Platinalemez  | 180 000‡            |
| Egyesült Államok (RIAA)                                          | 17× Platinalemez | 17 000 000‡         |
| Egyesült Királyság (BPI)                                         | 4× Platinalemez  | 2 400 000‡          |
| Franciaország (SNEP) · Swae Leevel                               | Platinalemez     | 200 000‡            |
| Franciaország (SNEP) · szóló                                     | Aranylemez       | 100 000‡            |
| Kanada (Music Canada)                                            | Gyémántlemez     | 800 000‡            |
| Lengyelország (ZPAV)                                             | 3× Platinalemez  | 150 000‡            |
| Mexikó (AMPROFON)                                                | Gyémántlemez     | 300 000‡            |
| Németország (BVMI)                                               | Aranylemez       | 200 000‡            |
| Olaszország (FIMI)                                               | Platinalemez     | 50 000‡             |
| Portugália (AFP)                                                 | 3× Platinalemez  | 30 000‡             |
| Új-Zéland (RMNZ)                                                 | 7× Platinalemez  | 210 000‡            |
| ‡ Eladási+streaming példányszámok kizárólag a minősítés alapján. |                  |                     |

## Kiadások
| Régió            | Dátum             | Formátum               | Kiadó     | For.    |
| ---------------- | ----------------- | ---------------------- | --------- | ------- |
| Olaszország      | 2018. október 19. | kortárs slágerrádió    | Universal | [ 126 ] |
| Egyesült Államok | 2018. október 23. | kortárs slágerrádió    | Republic  | [ 127 ] |
| Egyesült Államok | 2018. október 23. | ritmikus kortárs rádió | Republic  | [ 128 ] |
| Egyesült Államok | 2019. március 29. | 7"-es hanglemez        | Republic  | [ 129 ] |